# 温带海洋性气候

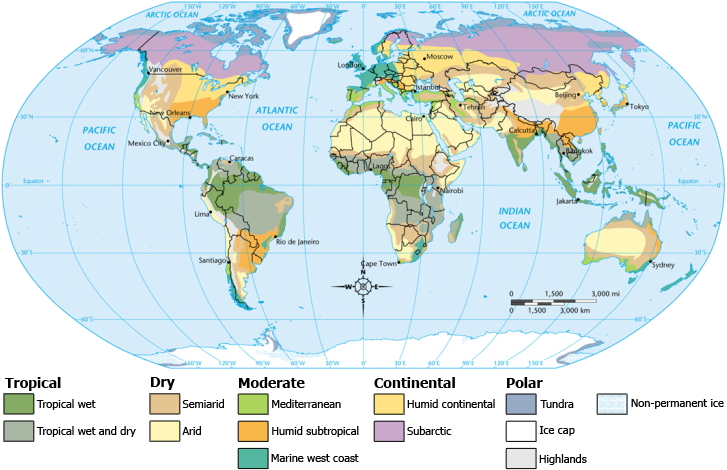
海洋性氣候

温带海洋性气候（英語：Temperate marine climate）是一种全年温和潮湿的气候类型，其特征十分为全年温和湿润，冬无严寒，夏无酷暑，全年降水分配较为均匀，但是冬天雨量較夏季多。分布在纬度40-60°之间的大陆西岸。

## 分布
位于南北纬40至60度的大陆西岸，除亚洲、非洲和南极洲没有外，其余各大洲都有，其中以歐洲大陸西部及不列顛群島最为典型。

## 成因
常年盛行来自海洋的西风，西岸常有暖流影响，增温增湿，西风从暖洋面吹来，降水颇多。冬季常有锋面气旋来袭，因而儘管全年有雨，秋冬降雨量通常略多於春夏。雨以阵雨居多。

## 特征
- 冬暖夏凉，最冷月平均气温在0摄氏度以上，最热月平均气温在25摄氏度以下，年溫差小。
- 全年湿润有雨，冬天雨水尤多。全年无干季，阴天多，晴天较少。

## 植被
温带落叶阔叶林

## 农业
该气候不利于粮食作物及油料作物的生长，但利于多汁牧草生长，有利畜牧业發展，故该气候带内居民饮食结构中肉类及乳制品占较大比例，并成为西餐饮食文化显著特色之一。

## 代表城市
- 英国：伦敦、利物浦、伯明翰、曼徹斯特、愛丁堡、格拉斯哥
- 爱尔兰：都柏林、巴伦西亚岛
- 法國：巴黎、里昂
- 比利时：布魯塞爾、安特卫普、列日
- 荷蘭：海牙、阿姆斯特丹、鹿特丹
- 盧森堡：盧森堡市
- 丹麦：哥本哈根、奧胡斯
- 挪威：卑尔根
- 德国：漢堡、法蘭克福
- 新西兰：基督城、奧克蘭、威靈頓
- 加拿大：温哥华
- 美国：西雅圖
- ：墨尔本（副熱帶地中海氣候）、荷巴特
- 阿根廷：烏斯懷亞
- 智利：蓬塔阿雷納斯、蒙特港
- 西班牙：畢爾包

## 参看
- 行星风系
- 溫帶
- 海洋性氣候